# BYGレコード
BYGレコード（BYG Records）は、フリー・ジャズを専門とするアクチュエル（Actuel）・シリーズで知られるフランスのレコードレーベル。しかしながら、レーベルはムジカ・エレットロニカ・ヴィヴァ、フリーダム、ゴングといったアーティストたちによるジャズ以外のレコーディングをいくつかリリースした。

## 略歴
BYGレコードは、1967年3月に、ジャン・ゲオルガカラコス、ジャン＝リュック・ヤング、およびフェルナンド・ボルソによって設立された。レーベル名は、創設者3人の名前の頭文字からつくられた。ゲオルガカラコスはそれまでにレコードの配給者にして輸入業者としての地位を確立していた。一方、ヤングはバークレー・レコードで、ボルソはピエール・バルーによって設立されたレコードレーベルのサラヴァで働いていた。
このレーベルは、アメリカのフリー・ジャズのミュージシャンたちをパリに招待し、1969年の夏、アメリカでほとんどサポートされず、注目を集めてもいなかった時期にレコーディングを行った。これらのミュージシャンの多くは、1969年7月にアルジェで開催されたパン＝アフリカン音楽祭に出演したことで、当時すでに海を渡っていた（ジャズ写真家のジャック・ビスセリアがレーベルとミュージシャンをつなげる役割を主に担当しており、「BYG」の「B」はビスセリアを指すと誤って解釈されることがよくある）。結果として得られたアルバムは、当時のフリー・ジャズをレコーディングした重要な宝物庫となっている。
BYGアクチュエルは、1969年10月下旬にベルギーの小さな町アムージーで開催されたアクチュエル・フェスティバルの開催も担当した。フェスティバルは当初、パリまたはその近くで開催されることを目的としていたが、フランス当局によって禁止されてしまった。このフェスティバルは、フランク・ザッパ、ピンク・フロイド、キャプテン・ビーフハート、ソフト・マシーン、テン・イヤーズ・アフター、イエス、ナイスなど、多くのプログレッシブ・ロックをリードする主要な面々をフィーチャーしていた。フェスティバルは大好評となり、5夜にわたって約2万人の来場者を集めたが、経済的には失敗となった。1970年7月、ゲオルガカラコスはフレンチ・リヴィエラにあるビオットでポッパナリア・フェスティバルを開催したが、これも経済的に失敗した。1972年まで、財政問題が事実上、アンダーグラウンドに行きつくほどにBYGを悩ませた。ゲオルガカラコスとヤングは、後に独自のレコードレーベル「セルロイド」（ゲオルガカラコス）と「チャーリー」（ヤング）を設立した。2002年、レーベルのベストを選曲してフィーチャーしたコンピレーション・アルバム『JazzActuel: a collection of avant garde/free jazz/psychedelia from the BYG/Actuel catalogue of 1969–1971』がチャーリー（3枚組CDセットとして）と、イタリアのGet Backレコード（6枚組LPセットとして）からリリースされた。このコレクションは、ソニック・ユースのサーストン・ムーアとジャーナリストのバイロン・コーリーによってキュレーションされた。

## ディスコグラフィ
(「アクチュエル（Actuel）」シリーズのリリース)
| カタログ番号 | アーティスト                                           | アルバム                                                                                          |
| ------------ | ------------------------------------------------------ | ------------------------------------------------------------------------------------------------- |
| 529301       | ドン・チェリー                                         | 『ムー大陸 (ファースト・パート)』 - Mu - First Part ※旧邦題『ミュー 第1部』                       |
| 529302       | アート・アンサンブル・オブ・シカゴ                     | 『ア・ジャクソン・イン・ユア・ハウス』 - A Jackson in Your House                                  |
| 529303       | サニー・マレイ                                         | 『アフリカへの捧げもの』 - Hommage to Africa                                                      |
| 529304       | アーチー・シェップ                                     | 『ヤスミナ、ア・ブラック・ウーマン』 - Yasmina, a Black Woman                                     |
| 529305       | ゴング                                                 | 『マジック・ブラザー』 - Magick Brother                                                           |
| 529306       | クロード・デルクルー & アーサー・ジョーンズ            | 『アフリカナジア』 - Africanasia                                                                  |
| 529307       | ミシェル・ピュイグ                                     | 『痕跡』 - Stigmates                                                                              |
| 529308       | バートン・グリーン・アンサンブル                       | 『アクアリアーナ』 - Aquariana                                                                    |
| 529309       | ジミー・ライオンズ                                     | 『アザー・アフターヌーンズ』 - Other Afternoons                                                   |
| 529310       | アラン・ジャック                                       | Bluesy Mind                                                                                       |
| 529311       | アーチー・シェップ                                     | 『ポエム・フォー・マルコム』 - Poem for Malcolm                                                   |
| 529312       | アラン・シルヴァ                                       | 『月の表面』 - Luna Surface                                                                       |
| 529313       | ポール・ブレイ                                         | 『ランブリン』 - Ramblin'                                                                         |
| 529314       | アクティング・トリオ                                   | 『アクティング・トリオ』 - Acting Trio                                                            |
| 529315       | アンソニー・ブラクストン                               | 『アンソニー・ブラクストン』 - B-Xo/N-0-1-4-7a                                                    |
| 529316       | アンドリュー・シリル                                   | What About?                                                                                       |
| 529317       | ヨアヒム・キューン                                     | 『サウンド・オブ・フィーリングス』 - Sounds of Feelings                                           |
| 529318       | アーチー・シェップ                                     | 『ブラーゼ』 - Blasé                                                                              |
| 529319       | ジャック・クールシン・ユニット                         | 『ウェイ・アヘッド』 - Way Ahead                                                                  |
| 529320       | デイヴ・バーレル                                       | 『エコー』 - Echo                                                                                 |
| 529321       | グレイシャン・モンカー3世                              | 『ニュー・アフリカ』 - New Africa                                                                 |
| 529322       | ケネス・ターロード                                     | 『ラヴ・リジョイス』 - Love Rejoice                                                               |
| 529323       | クリフォード・ソーントン                               | 『ケチャウア』 - Ketchaoua                                                                        |
| 529324       | アム・ソン                                             | Catalyse                                                                                          |
| 529325       | フリーダム                                             | 『フリーダム・アット・ラスト』 - Freedom at Last                                                  |
| 529326       | ムジカ・エレットロニカ・ヴィヴァ                       | 『ザ・サウンド・オブ・プール』 - The Sound Pool                                                   |
| 529327       | ピエール・マリエタン & テリー・ライリー                | 『G・E・R・M』 - Germ-Keyboard Study 2                                                            |
| 529328       | アート・アンサンブル・オブ・シカゴ                     | 『メッセージ・トゥ・アワ・フォークス』 - Message to Our Folks                                     |
| 529329       | アート・アンサンブル・オブ・シカゴ                     | 『リース・アンド・ザ・スムース・ワンズ』 - Reese and the Smooth Ones                              |
| 529330       | デイヴ・バーレル                                       | 『ラ・ボエーム』 - La Vie de Bohème                                                               |
| 529331       | ドン・チェリー                                         | 『ムー大陸 (セカンド・パート)』 - Mu - Second Part ※旧邦題『ミュー 第2部』                        |
| 529332       | サニー・マレイ                                         | 『アン・イーヴン・ブレイク』 - (Never Give a Sucker) An Even Break                                |
| 529333       | グレイシャン・モンカー3世                              | 『或る朝早く目覚めて』 - Aco Dei De Madrugada                                                     |
| 529334       | デューイ・レッドマン                                   | 『ターリック』 - Tarik                                                                            |
| 529335       | ムジカ・エレットロニカ・ヴィヴァ                       | 『都市を離れろ』 - Leave the City                                                                 |
| 529336       | フランク・ライト                                       | 『ワン・フォー・ジョン』 - One for John                                                           |
| 529337       | ソニー・シャーロック                                   | 『モンキー・ポッキー・ブー』 - Monkey-Pockie-Boo                                                  |
| 529338       | アーチー・シェップ・アンド・フル・ムーン・アンサンブル | 『ライヴ・イン・アンチーブ』 - And The Full Moon Ensemble Live In Antibes Vol. 1                  |
| 529339       | アーチー・シェップ・アンド・フル・ムーン・アンサンブル | 『ライヴ・イン・アンチーブ VOL.2』 - And The Full Moon Ensemble Live In Antibes Vol. 2            |
| 529340       | サン・ラ                                               | The Solar-Myth Approach Vol. 2                                                                    |
| 529341       | サン・ラ                                               | The Solar-Myth Approach Vol. 1                                                                    |
| 529342-4     | アラン・シルヴァ                                       | Seasons                                                                                           |
| 529345       | デヴィッド・アレン                                     | 『バナナ・ムーン』 - Banana Moon                                                                  |
| 529346       | ヨアヒム・キューン                                     | 『パリ・イズ・ワンダフル』 - Paris is Wonderful                                                   |
| 529347       | アンソニー・ブラクストン                               | 『ジス・タイム…』 - This Time...                                                                  |
| 529348       | サニー・マレイ                                         | Sunshine                                                                                          |
| 529349       | ジャック・クルーシン                                   | Black Suite                                                                                       |
| 529350       | アーサー・ジョーンズ                                   | 『スコーピオ』 - Scorpio                                                                          |
| 529351       | アーチー・シェップ                                     | Live at the Pan-African Festival                                                                  |
| 529352       | スティーヴ・レイシー                                   | Moon                                                                                              |
| 529353       | ゴング                                                 | 『カマンベール・エレクトリック』 - Camembert Electrique ※旧邦題『キャモンベール・エレクトリック』 |

(「ポップ・ブルース（Pop Blues）」シリーズのリリース)
| カタログ番号 | アーティスト                             | アルバム       |
| ------------ | ---------------------------------------- | -------------- |
| 529501       | エインズレー・ダンバー・リタリエーション | Watchin' Chain |

## 参照
- レコード会社一覧